# الصفاية عطشان (همدان)

تعديل مصدري - تعديل

الصفاية عطشان هي إحدى قرى عزلة ربع همدان بمديرية همدان التابعة لمحافظة صنعاء، بلغ تعداد سكانها 159 نسمة حسب تعداد اليمن لعام 2004.